# 大切に想うエトセトラ
『大切に想うエトセトラ』（たいせつにおもうエトセトラ）は、宇徳敬子14枚目のシングル。2000年5月31日にZAIN RECORDSから発売された。規格品番：ZACL-3004。

## 内容
約1年ぶりにリリースした本作はテレビ朝日系列「トゥナイト2」エンディングテーマに使用された。
カップリングの「泣いて」は小環に提供した「人的心」を宇徳の日本語作詞でセルフカバーした曲である。

## 収録曲
全曲作詞・作曲：宇徳敬子　編曲：寺地秀行
1. 大切に想うエトセトラ
2. 泣いて
3. 大切に想うエトセトラ（inst.）

## 参加ミュージシャン
- 寺地秀行 - プログラミング
- 寺島良一 - ギター
- 増崎孝司（DIMENSION） - ギター